# الخط الزمني للعمليات العسكرية لحرب لبنان 2006
فيما يلي تسلسل زمني للعمليات العسكرية لحرب لبنان عام 2006. 

## 12-19 يوليو

### الأربعاء، 12 يوليو
بدأ النزاع في 12 يوليو عندما قتل 8 جنود إسرائيليين وتم أسر اثنين اخرين خلال هجوم عبر الحدود. في الساعة 9:05 صباحا بالتوقيت المحلي 2006 أطلق الجناح العسكري لحزب الله وابل من الصواريخ وقذائف الهاون[ ؟ ] على بلدة شلومي الواقعة في شمال إسرائيل.
هوجمت دورية حدودية إسرائيلية[ ؟ ] مكونة من عربتي هامفي تابعتين لالجيش الإسرائيلي على الجانب الإسرائيلي من الحدود بالقرب من قرية زرعيت بصواريخ مضادة للدبابات قتلت ثلاثة جنود وأصابت ثلاثة آخرين وتم اختطاف اثنين في الأراضي اللبنانية. وقد أطلق حزب الله على هذه العملية اسم «الوعد الحق». وأكد الجيش الإسرائيلي قيام حزب الله باختطاف جنديين إسرائيليين من الأراضي الإسرائيلية، وهم إيهود غولدفاسر وإلداد ريغف. أصيبت دبابة إسرائيلية من طراز ميركافا مارك 2 بأضرار بواسطة عبوة ناسفة محلية الصنع تزن 300 كيلوغراما أثناء عبورها الحدود في لبنان ومحاولة ملاحقة حزب الله. وقتل أربعة من افراد الطاقم. وقتل جندي إسرائيلي آخر عندما تعرض لنيران كثيفة أثناء محاولة استخراج الجثث من الدبابة. وفي النهاية، قتل 8 جنود وأصيب اثنان منهم وجرح 6 آخرون. وقال المتحدث باسم وزارة الخارجية الإسرائيلية مارك ريجيف ان وحدة حزب الله التي القت القبض على الجنديين تحاول نقلهما إلى إيران. ومع ذلك، لم يكشف المتحدث عن مصدره. هاجمت إسرائيل محطة تلفزيون المنار ومحطة النور في حارة حريك، وهي ضاحية جنوبية في بيروت، وفي بعلبك.
أعلن زعيم حزب الله الشيخ حسن نصر الله في وقت لاحق أن «أي عملية عسكرية لن تعيدهم [الجنود المعتقلين] ... لن يعاد السجناء إلا بطريق واحد: المفاوضات غير المباشرة وتبادل الأسرى».
جاءت هذه الهجمات بعد اسبوعين من بدء عملية أمطار الصيف التي ركزت على قطاع غزة من قبل قوات الدفاع الاسرائيلية التي كان هدفها اطلاق سراح الجندي الإسرائيلي جلعاد شاليط الذي اسره مسلحو حماس في 25 حزيران / يونيو 2006 في هجوم سابق عبر الحدود نظمته حماس حيث قتلت جنديين إسرائيليين.
في مفاوضات حول تبادل الأسرى عام 2004، سعى حزب الله إلى الإفراج عن السجناء اللبنانيين المحتجزين لدى إسرائيل. وبينما أطلق سراح الكثيرين، فشل حزب الله في تحقيق الإفراج عن سمير القنطار. بعد فشله في تحقيق هذا الهدف، أعلن حسن نصر الله أن المنظمة ستنفذ عمليات أخرى في وقت لاحق لكسب الإفراج عن بقية السجناء. ثم دعا زعيم حزب الله في وقت لاحق إلى إجراء محادثات بشأن تبادل الأسرى الذي رفضه أولمرت رسميا. ومع ذلك يعتقد على نطاق واسع أن المفاوضات جارية مع مصر كوسيط.
دعت إسرائيل اجتماعا طارئا لمجلس الوزراء، وقالت انها حملت حكومة بيروت مسؤولية الهجوم، وتعهدت بانها ستدفع «ثمنا باهظا» للهجمات، مضيفا ان «الحكومة اللبنانية، التي يشكل حزب الله جزءا منها، تحاول زعزعة الاستقرار الاقليمى». كما تم الإعلان عن خطط لتعبئة «اآلاف» من قوات الاحتياط. وقال وزير الدفاع الإسرائيلي عمير بيريتز أيضا إن «دولة إسرائيل ترى نفسها حرة في استخدام جميع التدابير التي تجدها في حاجة إليها، وقد أعطيت [القوات الإسرائيلية] الأوامر في هذا الاتجاه». وقد أدان مبعوث الأمم المتحدة في المنطقة، جير بيدرسون، عمل حزب الله، ودعا حزب الله إلى إطلاق سراح الجنود.
نفى رئيس الوزراء اللبناني فؤاد السنيورة أي معلومات عن الغارة وقال إنه لم يتغاضى عنها. وأكد اجتماع طارئ للحكومة اللبنانية هذا الموقف. أثار عمل حزب الله ردود فعل متباينة بين القوى السياسية اللبنانية. وقد انتقد بشدة من قبل العديد من أعضاء الأغلبية البرلمانية المعادية لسوريا إلى حد كبير، في حين أعلن ميشال عون، على الرغم من تفهمه مع الحزب، أنه يؤيد موقف الحكومة.
ردا على ذلك، شنت قوات الدفاع الإسرائيلية سلسلة من الضربات الجوية والمدفعية على مواقع في جنوب لبنان، تعتبر عموما قاعدة دعم لحزب الله. هدد الجنرال الإسرائيلي دان هالوتز «بإرجاع الساعة اللبنانية إلى عشرين عاما» في إشارة إلى الدمار التي عانت منه لبنان في حربها الأهلية الدموية. قصفت القوات الإسرائيلية بعد ذلك طريقا رئيسيا في جنوب لبنان مما اسفر عن مصرع مدنيين اثنين، وتبعت سلسلة من الغارات الجوية خلال الليل التي استهدفت أيضا البنية التحتية المدنية. قالت إسرائيل إنها تحاول منع الجنود المعتقلين من إبعادهم إلى إيران.

### الخميس، 13 يوليو
في يوم الخميس الموافق 13 يوليو / تموز، بدأت إسرائيل تنفيذ الحصار البري والبحري على لبنان. وقد قصف مطار بيروت الدولي (المطار الدولي الوحيد في لبنان)، مما أجبر جميع الرحلات الدولية على تحويلها إلى قبرص. وقال الجيش الإسرائيلي إن المطار كان يستخدم لتهريب أسلحة لحزب الله. وكانت إسرائيل تحاصر أيضا الموانئ البحرية.
ضربت إسرائيل العديد من الطرق والجسور، مما أدى إلى قطع جنوب لبنان الذي يغلب عليه الطابع الشيعي عن العاصمة في بيروت، ويعتبر جنوب لبنان قلب حزب الله. كما قصفت الطائرات الطريق إلى دمشق، عاصمة سوريا، وضربت جسر في ضاحية جنوب بيروت، وهو مكان يحظى بتقدير كبير من قبل حزب الله. كما أصابوا مخزونا لتخزين الوقود في جنوب بيروت (ولكن لم يدمروا المصنع نفسه). الناس الذين يعيشون في هذه المنطقة سمعوا ثلاث ضربات على الأقل. ولم يبلغ عن وقوع إصابات حينها. ومع ذلك، أسفرت الضربات في نهاية المطاف عن تسرب أكثر من 000 15 طن من زيت الوقود الثقيل، مما أثر على خط الساحل الذي يبلغ طوله 50 كيلومترا، وتهديد الحياة المائية وصيد الأسماك. وقد هاجمت طائرات إسرائيلية قاعدتين جويتين عسكريتين في لبنان، مما ادى إلى تدمير المدارج التي ادعت إسرائيل انها تستخدمها حزب الله لنقل الامدادات. وكانت الهجمات على قاعدة رياق الجوية في سهل البقاع الشرقي بالقرب من الحدود السورية ومطار قليعات العسكري (المعروف أيضا باسم مطار قليط أو رينيه معوض) في شمال لبنان أول الهجمات على الجيش اللبناني في الصراع.
قال ضابط كبير في الجيش الإسرائيلي لم يذكر اسمه إن الضربات كانت تستهدف مواقع إطلاق الصواريخ ومخازن الصواريخ، على الرغم من أن العديد منهم كانوا موضوعين من قبل حزب الله في مراكز السكان المدنيين. ورد مسؤول لبناني لم يذكر اسمه بأن «حزب الله لم يخزن الأسلحة في المناطق المدنية». كما نفذت ضربات جوية ضد البؤر الاستيطانية لحزب الله. وكانت إسرائيل قد وصفت العملية الشاملة بـ«الجزاء العادل»، أودي آدم من القيادة الشمالية، يقول بأن إسرائيل لم تستبعد إرسال قوات برية إلى لبنان.
أعلن حزب الله انذارا عسكريا شاملا وقال ان 13 الف صاروخ قادر على ضرب المدن والمنشآت إلى شمال إسرائيل. ونتيجة لذلك، أخبر وزير الدفاع بيريتز القادة بإعداد خطط الدفاع المدني، وقضى حوالي 220,000 مدني إسرائيلي الليل في ملاجئ القنابل. واصل حزب الله اطلاق الصواريخ على إسرائيل مما اسفر عن مصرع مدني اسرائيلى يبلغ من العمر 40 عاما في نهاريا واصابة 14 اخرين. كما توفي مدني إسرائيلي آخر، وهو رجل يبلغ من العمر 33 عاما في صفد، متأثرا بجروح أصيب بها.
كان حزب الله قد هدد بضرب مدينة حيفا «إذا تعرضت الضاحية الجنوبية ومدينة بيروت لأي عدوان إسرائيلي مباشر». أصاب صاروخان حيفا بعد ساعات من التهديد. ونفى حزب الله إطلاق أي صواريخ على المدينة. أفادت مصادر إسرائيلية في وقت لاحق أن الصاروخين أطلقوا من داخل لبنان. كان هذا الهجوم هو أول مرة تطلق فيها الصواريخ إلي ذلك المدى في عمق الجنوب الإسرائيلي. وقد تم الإبلاغ عن إصابة تصادم واحدة من هذه الهجمات الأولية على حيفا.
أفادت السلطات اللبنانية أن 12 شخصا من عائلة لبنانية واحدة قتلوا عندما قصفت الطائرات الإسرائيلية منزلهم في قرية زبقين اللبنانية بالقرب من صور. وذكرت الحكومة اللبنانية ان قرية إسرائيلية[ ؟ ] في قرية الدوير الصغيرة قرب النبطية اسقطت قنبلة على منزل رجل دين شيعي محلي قتلته وزوجته وثمانية من اولاده. كما أفادت التقارير أن عائلة أخرى من تلك القرية نفسها فقدت سبعة أعضاء بعد القصف الإسرائيلي. وقد كثفت إسرائيل ردها على لبنان من خلال مهاجمة مطار بيروت الدولي وإلحاق أضرار بثلاثة مدارج.
طالبت الحكومة اللبنانية بوقف اطلاق النار، قائلة ان الرد الاسرائيلى «غير متناسب»، وهو رأي رددته فرنسا وروسيا. ويعتقد أن 35 مدنيا لبنانيا قتلوا.

### الجمعة، 14 يوليو

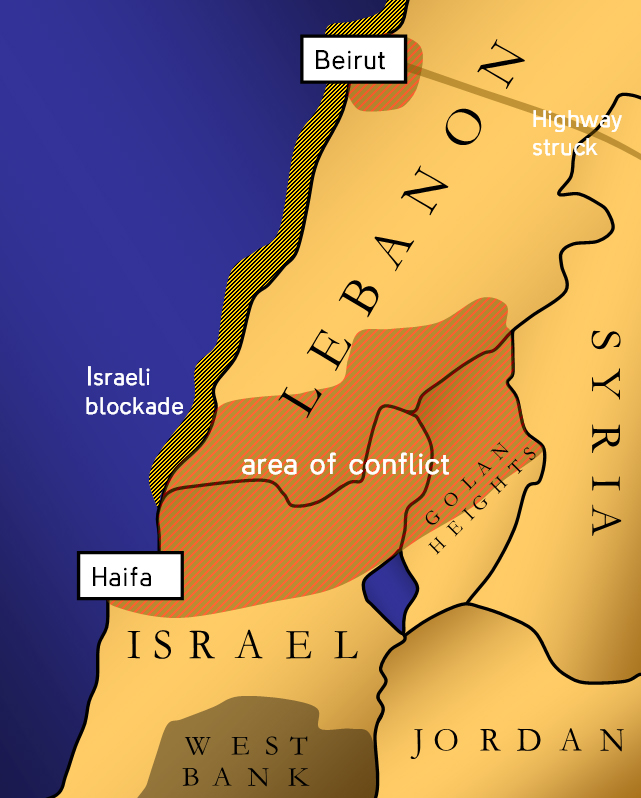
خريطة توضح الصراع اعتبارا من 14 يوليو / تموز 2006. باللون الأصفر يظهر الحصار الإسرائيلي، في المناطق الحمراء يظهر الصراع النشط.

استمر الهجوم الإسرائيلي على لبنان، ولأول مرة تتعرض مكاتب حزب الله للقصف. وأعلن حزب الله «الحرب المفتوحة».
اصيبت فرقاطة ساعر 5 اينز حنيت التي كانت تحاصر المياه التي تبعد 10 أميال بحرية عن الساحل اللبنانى، باضرار في الصارم بعد اصابتها بصاروخ مضاد للسفن من طراز سي-802. وتفيد مصادر مختلفة أن الصاروخ صيني[ ؟ ] الصنع، في حين أفاد آخرون بأنه إيراني الصنع أو تم الحصول عليه من إيران، وهي تهمة أنكرتها إيران. ومن المعروف أن الصين زودت إيران بهذا النوع من الصواريخ في الماضي. في وقت مبكر كانت هناك تقارير خاطئة تفيد بأنها تعرضت لضربات بواسطةطائرات بدون طيار محملة بالمتفجرات، وأنه لم يكن هناك أي أضرار جسيمة للسفينة. عثرت إسرائيل على الفور على جثة بحار واحد، وعثر على ثلاثة آخرين بعد ذلك بيومين.
أصيبت السفينة التجارية المصرية، ضوء القمر، بصاروخ من حزب الله، أصيبت في تبادل إطلاق النار بينما كان حزب الله يطلق النار على الإسرائيليين. كانت السفينة مسجلة في كمبوديا، ولكنها تبحر تحت العلم المصري، تحمل عدة مئات من أطنان الأسمنت. غرقت السفينة في دقائق، لكن الطاقم المصري تمكن من ركوب قوارب النجاة، وتم التقاطها بواسطة سفينة مدنية أخرى. إلا أن أحد أفراد الطاقم أصيب بجروح خطيرة.[بحاجة لمصدر]
أطلق حزب الله نحو 100 صاروخ كاتيوشا على بلدات نهاريا وصفد وحتزور هاجليليت وروش بينا وكريات شمونة وكرمئيل وفي المستوطنات الزراعية ماتات وساسا والبقيعة وبيت جن وبيريا وبيرانيت وكابري وجيشر هازيف وسعر وبن عامي، مما أسفر عن 30 إصابة. في وقت متأخر من اليوم نفسه، قتل صاروخ كاتيوشا[ ؟ ] في ميرون شخصين، جدة وحفيدها البالغ من العمر 5 سنوات، ويقال إن سكان حيفا تلقوا الأوامر بالبقاء في ملاجئ القنابل.
ذكرت صحيفة جيروزاليم بوست أن قوات الدفاع الإسرائيلية أوقفت محاولة مجموعة من أعضاء حزب الله لدخول إسرائيل.
ارتفع عدد المدنيين اللبنانيين الذين قتلوا في الغارات الإسرائيلية[ ؟ ] إلى ما يزيد على 50، وعقدت الأمم المتحدة اجتماعا طارئالمجلس الأمن اتهم فيه لبنان إسرائيل بشن «عدوان وحشي واسع النطاق».

### السبت، 15 يوليو

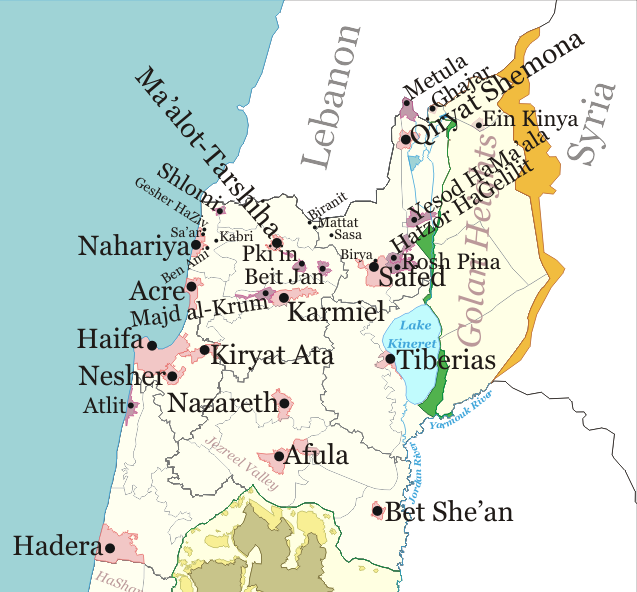
خريطة تبين المواقع التي تم قصفها بالصواريخ التي أطلقت من الأراضي اللبنانية.

تم نشر ثلاث بطاريات صواريخ باتريوت المضادة للصواريخ الباليستية في حيفا. وهي تهدف إلى اعتراض الصواريخ التي أطلقت في حيفا. آخر مرة تم نشر صواريخ باتريوت في المنطقة كانت في عام 2003، خلال حرب العراق.
أعلن وزير الدفاع الإسرائيلي عمير بيريتز عن الأحكام العرفية في جميع أنحاء شمال إسرائيل.
في 15 يوليو / تموز، هاجمت إسرائيل الموانئ التجارية في مدينتي بيروت وطرابلس، فضلا عن الموانئ في جونيه وعمشيت، وهما مدينتان ذات أغلبية مسيحية.
أفاد شاهد أن 15 قرويا لبنانيا على الأقل قتلوا في 15 يوليو / تموز في غارة جوية إسرائيلية على سيارات حاولت الهرب من قرية في جنوب لبنان. غادرت القافلة قرية مروحين الحدودية، ورفضت اللجوء في قاعدة للأمم المتحدة، وبعد ذلك تعرضت للهجوم. وذكر أيضا أنه قبل ساعات من الضربات، أبلغت القوات الإسرائيلية[ ؟ ] سكان القرية بالإخلاء بواسطة مكبر الصوت.

### الأحد، 16 يوليو
في صباح 16 يوليو / تموز، أصابت عدة قذائف من صواريخ الكاتيوشا المدن الشمالية في حيفا وعكا ونهاريا، كما سمعت انفجارات في رأس الناقورة. وقتل ثمانية في حيفا، وأصيب عدد آخر بجراح خطيرة عندما أصابت الصواريخ غير الموجهة مستودع صيانة للسكك الحديدية. وأفادت المنار أن هجوم حزب الله شمل صواريخ الوقود السائل فجر 3 ورعد 1، التي طورتها إيران. وقال حزب الله ان الهجوم استهدف محطة إسرائيلية كبيرة لتخزين الوقود بالقرب من منشأة السكة الحديد. كما أصابت الصواريخ قريتي شتولا وزرعيت، موقع الهجوم الأصلي لحزب الله. ووقعت قذائف إضافية على بلدة الغجر وكيبوتس معيان باروخ، فضلا عن ضرب ميرون وصافد مرة أخرى، دون إصابات. وفي مساء الأحد حاول مسلحون من حزب الله التسلل إلى موقع تابع لقوات الدفاع الاسرائيلية على الحدود اللبنانية.
قال فلاديمير بوتين إن «إسرائيل قد تسعى لتحقيق أهداف أخرى في لبنان أكثر من إنقاذ جنديين احتجزا كرهينة» في 16 يوليو / تموز.
في 16 يوليو / تموز، ذكر الرئيس اللبناني إميل لحود ومصادر عسكرية لبنانية أن القوات الإسرائيلية استخدمت قنابل حارقة من الفسفور الأبيض ضد أهداف مدنية على قرى منطقة عرقوب في الجنوب واتهمت إسرائيل باستخدام أسلحة محظورة ضد المدنيين اللبنانيين. لم يتم التحقق من هذه المطالبة. (ومع ذلك، ووفقا لمصادر عدة، وعلى رأسها الأمم المتحدة، قامت المدفعية الإسرائيلية بضرب جنوب لبنان بأسره بقنابل عنقودية، معظمها فائض عفا عليه الزمن من الحروب السابقة، وبعضها أقدم من عام 1982. كما تم الإبلاغ عن أن 2/3 من المتفجرات لم تنفجر، إلى وحدات إزالة الألغام التابعة للأمم المتحدة حتى مارس / آذار 2008 ما زال في المتوسط يقتل أو يجرح لبنانيا كل يوم ثان.وقد قامت الأمم المتحدة حتى الآن بتفكيك 160.000 وحدة من القنابل المخفية، لكنها تعتقد أنه ما زال هناك مليون وحدة أخرى.
في 16 يوليو / تموز، أفادت شبكة «سكاي نيوز» أن زعيم حزب الله حسن نصر الله أصيب في غارة جوية صباح اليوم على مقره في بيروت، على الرغم من أن مصادر تابعة لحزب الله نفت التقارير بأنها دعاية. وتفيد الخدمات الإخبارية أن ثلاثة انفجارات سمعت في بيروت. وأفاد تليفزيون حزب الله أن الغارة الجوية دمرت مبنى يحوي مقر حزب الله، ومن المحتمل أن يكون رئيس حزب الله حسن نصر الله في الداخل. إلا أنه لم يصب بأذى، وقام حينها ببث شريط فيديو.

### الإثنين، 17 يوليو
قال نصر الله في خطابه التلفزيوني الثالث منذ بدء النزاع "في البداية بدأنا في العمل بهدوء وركزنا على القواعد العسكرية الإسرائيلية[ ؟ ] ولم نهاجم أي مستوطنة، قام مقاتلو حزب الله بتدمير القواعد العسكرية، بينما قتل الإسرائيليون مدنيين واستهدفوا البنية التحتية اللبنانية ". وأضاف أن ترسانة حزب الله لم تتخذ بعد ضربة مباشرة «وحتى الآن استخدمنا جزءا صغيرا من أسلحتنا».
في 17 يوليو / تموز 2006، أصابت ثلاث قذائف من صواريخ حزب الله مدينة حيفا الساحلية، مما أسفر عن إصابة شخصين وإلحاق الدمار جزئيا ببناء سكني مكون من ثلاثة طوابق. كما أفادت التقارير بأن صواريخ أصابت مدينة أتليت، على بعد 56 كم جنوب الحدود وعلى بعد 8 كم جنوب حيفا. ولم يبلغ عن وقوع إصابات. وأفيد أن حزب الله أصاب مستشفى في بلدة صفد شمال إسرائيل. يقول الجيش الإسرائيلي إن 15 مدينة أصيبت بالصواريخ في غارة وقعت في وقت متأخر من الليل وأصابت 5 أشخاص عندما أصاب صاروخ كنيس.
تقدمت بعضالقوات البرية الإسرائيلية[ ؟ ] لفترة وجيزة على بعد حوالي كيلومتر واحد إلى لبنان، وسوّت مواقع حدودية لحزب الله بالأرض بواسطة الجرافات في محاولة لتجعل من الصعب على حزب الله إعادة إنشاء حدوده.

### الثلاثاء، 18 يوليو
في 18 يوليو / تموز، قتل 13 مدنيا من عائلتين في غارة جوية على بلدة عيتارون الجنوبية، وتشير التقارير إلى أن القتلى من بينهم تسعة أطفال، مما أدى إلى مقتل أكثر من 200 شخص. أدانت جمعيةالهلال الأحمر الإماراتي الهجوم الإسرائيلي على قافلة إغاثة طبية في لبنان.

### الأربعاء، 19 يوليو
في 19 يوليو / تموز، قالالجيش الإسرائيلي إن الطائرات ألقت 23 طنا من المتفجرات على ما يعتقد أنه كان مخبأ لكبار قادة حزب الله في حي برج البراجنة في بيروت بين الساعة الثامنة مساء والساعة التاسعة مساء. وقال حزب الله إن أيا من أعضائه لم يصب وأنكر وجود غرفة القيادة في تلك المنطقة، قائلا أن مسجد قيد الإنشاء قد أصيب.
ذكرت شبكة سي إن إن الاخبارية ان إسرائيل قامت بغارة على جنوب لبنان لتدمير البؤر الاستيطانية لحزب الله. وقال متحدث باسم الجيش الإسرائيلي إن القوات «قريبة من الحدود» ولكن لم يتم تقديم تفاصيل أخرى عن نجاح العملية. فيما أنكرت القيادة الإسرائيلية هذه الادعاءات.
تم القتال مع مقاتلي حزب الله. قتل جنديين إسرائيليين و 4 مقاتلين من حزب الله على الأقل وأصيب 9 جنود إسرائيليين. وأصيبت دبابة إسرائيلية من طراز ميركافا مارك الثاني بأضرار.
قتل طفلان من عرب 48 في الناصرة نتيجة هجوم صواريخ من حزب الله.
بحلول 19 يوليو / تموز، تم الإبلاغ عن أضرار جسيمة للبنية التحتية في لبنان، حيث دمر ما مجموعه 42 جسرا وتضرر 38 طريقا. وأضرار جسيمة في الاتصالات السلكية واللاسلكية، والكهرباء، والموانئ، والمطارات، وحتى مرافق القطاع الخاص، بما في ذلك مصنع الألبان ومستودعات المواد الغذائية. وأدت الأضرار التي لحقت بحاويات الوقود في جيي و 12 محطة خدمة في بئر عابد وخيام وعين إبل وموسيله ورميلة وحولة وهيسبي وصور وكفركلا ودراس إلى زيادة احتمال حدوث نقص في الوقود.

## 20-31 يوليو

### الخميس، 20 يوليو
في 20 يوليو / تموز، كان هناك مزيد من القتال داخل الحدود اللبنانية بين جنود الجيش الإسرائيلي ومقاتلي حزب الله. ووفقا للقائد إريك شيدر من الجيش الإسرائيلي، كان هناك قتال عنيف في مكانين داخل الحدود اللبنانية. وقتل ما لا يقل عن 5 جنود إسرائيليين ومسلحين من حزب الله واصيب 11 جنديا اسرائيليا في القتال. وفي اشتباك وقع عبر الحدود من بلدة افيفيم الإسرائيلية أطلق مسلحون صاروخا مضاداً للدبابات على دبابة إسرائيلية مما ادى إلى تدميرها واصابة أحد الجنود بجراح خطيرة. ويدعي حزب الله انه اسقط مروحية إسرائيلية ودمر دبابتين خلال المواجهة. وذكرت الانباء ان صاروخا مضاداً للدبابات دمر جرافة مدرعة تابعة للجيش الاسرائيلى. وبشكل منفصل، تحطمت مروحيتان إسرائيليتان من طراز أباتشي في شمال إسرائيل، مما أدى إلى مقتل جندي وجرح ثلاثة آخرين. كما تدعي إسرائيل أنها نفذت 80 غارة جوية في لبنان في وقت مبكر من يوم الخميس.

### الجمعة، 21 يوليو
في 21 تموز / يوليو، واصلت إسرائيل ضرباتها الجوية ضد لبنان بينما كانت تحشد قواتها على الحدود، واستدعت خمس كتائب من جنود الاحتياط في الجيش (3000 جندي احتياطي) لاحتمال وقوع غزو برى. ويعتقد أن ما بين 300-500 جندي إسرائيلي تدعمهم 30 دبابة كانوا فوق الحدود. وذهب نحو 70 في المئة من المدنيين اللبنانيين الذين يعيشون في جنوب لبنان إلى الشمال، وذكر وزير الدفاع اللبناني أنه في حالة الغزو البري الإسرائيلي أنالجيش اللبناني سيخوض القتال جنبا إلى جنب مع حزب الله. واستمر حزب الله في إطلاق صواريخ على مدينة حيفا الإسرائيلية مما أدى إلى إصابة 20 إسرائيليا، في حين أصابت الطائرات الإسرائيلية أحياء شيعية في الضاحية الجنوبية لبيروت ووادي البقاع الشرقي وجنوب لبنان قبيل شروق الشمس، مما أسفر عن مقتل 12 لبنانيا. وأفيد بأن المخابرات الألمانية والروسية تسعى إلى الإفراج عن جنود الجيش الإسرائيلي الذين تم أسرهم.

### السبت، 22 يوليو
في 22 يوليو / تموز دخل ما يقرب من 2000 جندي جنوب لبنان، على الرغم من أن بعضهم عاد إلى إسرائيل خلال النهار. استولت قوات الجيش الإسرائيلي على قرية مارون الراس اللبنانية، وهي قرية مشهورة بأنها منطقة انطلاق لحزب الله واستهدفت مجمع ديني في صيدا. وقال حزب الله ان اثنين من المقاتلين قد قتلا. قصفت طائرات إسرائيلية التلفزيون وأبراج نقل الهاتف المحمول في المناطق المسيحية شمال بيروت مما أسفر عن مقتل شخص واحد. كما استهدفت الغارات الجوية الإسرائيلية مواقع في قرية الخيام بجنوب لبنان، بحثا عن مواقع لحزب الله وقاذفات صواريخ، وأصابت حركة المرور على الطرق حول مدينة صور الساحلية بالشلل. بيروت تعرضت للضرب كما ضربت أيضاً الطرق التي تربط لبنان وسوريا. واستهدف ما مجموعه 124 هدفا في عمق لبنان، مما أسفر عن مقتل 5 لبنانيين. وقال مسؤولون إسرائيليون انه لم يتم التخطيط لاى غزو شامل للبنان الا انه حذر القرويين في 14 قرية في جنوب لبنان من مغادرة البلاد وان الاف الاشخاص اللبنانيين فروا إلى الشمال إلى مدينة صيدا الساحلية. وقال مسؤولون أمريكيون ان تسليم القنابل الموجهة بدقة إلى إسرائيل يرجع إلى طلب إسرائيل. وأطلق حزب االله أكثر من 160 صاروخا أصابت مدن في شمال إسرائيل وأصابت 16 شخصا. أصيب جندي إسرائيلي بجروح خفيفة إلى متوسطة يوم السبت عندما أطلق حزب الله النار على مركز استيطاني بالقرب من الحدود اللبنانية.

### الأحد، 23 يوليو
في 23 يوليو / تموز، قصفت الغارات الجوية الإسرائيلية بيروت وشرق وجنوب لبنان، مما أسفر عن مقتل ثمانية مدنيين وإصابة 100 آخرين، كثير منهم في صور. سقطت ستة قنابل إسرائيلية على مدينة صور الساحلية خلال 20 دقيقة مما اسفر عن مصرع مدني واصابة حوالى 45 شخصا. وقد لقى ثلاثة مدنيين مصرعهم في انفجار قنبلة إسرائيلية بينما كانوا يقومون باجلاء جنوب لبنان. وأصيب مصنع للنسيج في بلدة المنارة الحدودية، مما أدى إلى مقتل شخص وإصابة اثنين. وفي بعلبك، أدت الضربات إلى إصابة مجمع زراعي وجرح خمسة آخرين. واستهدف مصنع لإنتاج المنازل الجاهزة بالقرب من الطريق السريع الذي يربط بين بيروت ودمشق، كما تم تدمير مصنع نقل في الفطاقة. وجرت حوالي 270 ضربة جوية في جميع أنحاء لبنان. وفي الوقت نفسه، أصاب نحو 90 صاروخا شمال إسرائيل مما أسفر عن مقتل شخصين في حيفا وإصابة 70 آخرين. وفي الوقت نفسه، وقعت معارك بين الجنود الإسرائيليين ومقاتلي حزب الله. وقال حزب الله ان ثلاثة من مقاتليه قتلوا في المعارك. وتتهم إسرائيل حزب الله بتخفيض عدد الضحايا إلى حد كبير.
قال مسؤولون إسرائيليون انهم سيقبلون قوة دولية بقيادة الناتو لابقاء حزب الله بعيدا عن الحدود. وذكر وزير الإعلام السوري أن سوريا ستدخل الحرب إذا هددت قوات الجيش الإسرائيلي سوريا حيث أشار نائب وزير الخارجية السوري إلى استعدادها لإشراك المسؤولين الأمريكيين في الحوار والضغط من أجل وقف إطلاق النار. وقال السفير الامريكى لدى الامم المتحدة جون بولتون انه من الصعب «رؤية فوائد» الحوار السورى الامريكى ولكنه منفتح على قوة بقيادة الناتو في لبنان. وفيما يتعلق بأي تواجد متعدد الجنسيات، قال رئيس الوزراء اللبناني فؤاد السنيورة لشبكة سي إن إن «من المبكر جدا الحديث عن هذه المسألة».

### الإثنين، 24 يوليو
في 24 يوليو / تموز، تقدمت القوات الإسرائيلية إلى جنوب لبنان حيث واجهت مقاومة شديدة. واشتبكت قوات الجيش الإسرائيلي مع حزب الله فيبنت جبيل، أكبر مدينة لبنانية بالقرب من الحدود. وأفادت مصادر الجيش الإسرائيلي أن جنديين إسرائيليين قتلا وأصيب 20 آخرون. وذكر حزب الله ان ثلاثة من مقاتليه قتلوا بينما قالت إسرائيل ان هناك خسائر أكبر. كما تضررت دبابتان. دمرت مروحية أباتشي[ ؟ ] كانت في طريقها لدعم القوات البرية في بنت جبيل في شمال إسرائيل، مما أسفر عن مقتل طيارين من القوات الجوية الإسرائيلية. وذكر حزب الله أنه أسقط المروحية. غير أن الجيش الإسرائيلي قال ان القضية قيد التحقيق وربما كان ذلك بسبب نيران صديقة. قرب نهاية القتال يوم الاثنين، سيطرت قوات الجيش الإسرائيلي على قمة تل في بنت جبيل بينما ظل حزب الله مسيطرا على بقية المدينة. وقد اوقفت إسرائيل الضربات الجوية في بيروت بسبب زيارة مفاجئة قامت بها وزيرة الخارجية الاميركية كونداليزا رايز. واستمرت الغارات الجوية في جنوب لبنان، مما أسفر عن مقتل سبعة أشخاص بالقرب من صور. وواصل حزب الله إطلاق الصواريخ على شمال إسرائيل، مما أسفر عن إصابة 13 شخصا بواسطة ما يقرب من 100 صاروخاً.

### الثلاثاء، 25 يوليو
في 25 يوليو / تموز، كثف الجيش الإسرائيلي عملياته في لبنان بأكثر من 100 ضربة فيجنوب لبنان واعتداءات جديدة على بيروت. وقتل سبعة في النبطية عندما اصابت قذيفة إسرائيلية منزلا، وقتل اثنا عشر شخصا مساء الثلاثاء في حي الضياء في بيروت. كما دمر منزلان شرق صور. واستمر القتال بين قوات الجيش الإسرائيلي والمقاتلين اللبنانيين بالقرب من بنت جبيل بينما كانت قوات الجيش الإسرائيلي محاصرة للمدينة. وأصيب ثمانية جنود بجروح طفيفة. وقال حزب الله إن سبعة من مقاتليه قد قتلوا، وقالت جماعة أمل الشيعية، إن أربعة من مقاتليها قد قتلوا. وعلى مدار اليوم، أطلق حزب الله أكثر من مئة صاروخ على شمال إسرائيل. وفي حيفا، لقى مدني مصرعه نتيجة اصابته بنوبة قلبية اثناء اطلاق الصواريخ بينما اصيب 20 اخرون. كما قتلت الصواريخ شخصاً وأصابت ثلاثة أشخاص في مغار[ ؟ ].
أشار مسؤولون إسرائيليون إلى أنهم يعتزمون الحفاظ على وجود برى في جنوب لبنان إلى أن يتم نشر قوات حفظ سلاممتعددة الجنسيات هناك، ويفضل أن تكون تابعة لحلف شمال الأطلسي.

### الأربعاء، 26 يوليو
في 26 يوليو / تموز، واصل الجيش الإسرائيلي عملياته في لبنان بـ 60 ضربة في المقام الأول على أهداف مدنيه. وأثناء الغارات، أصيب 13 مدنيا في صور بجراح. وقتل اثنان من سائقي الشاحنات عندما أطلقت القوات المسلحة الإسرائيلية صواريخ على مركبات الإمداد. جرح أحد عمال الإغاثة وثلاثة أخرون بالقرب من الحدود السورية. كما تسببت الغارات الجوية في مقتل أربعة مراقبين غير مسلحين منالامم المتحدة في غارات مدفعية وذخيرة موجهة بدقة، في ما وصفه الامين العام للامم المتحدة كوفي عنان بضربة متعمدة. وكان موقفهم معروف جيدا، ووجهت دعوات متكررة لمطالبة إسرائيل بوقف الهجمات.
في جنوب لبنان، قتل تسعة جنود إسرائيليين وجرح 27 آخرون أثناء محاربتهم لحزب الله بالقرب من الحدود. وكانت الخسائر التي لحقت بالإسرائيليين هي الأعلى منذ بدء النزاع. أطلق حزب الله 151 صاروخا على شمال إسرائيل مما اسفر عن اصابة 31 شخصا. وقال رئيس الوزراء الاسرائيلىايهود اولمرت ان إسرائيل تعتزم الحفاظ على منطقة امنية على بعد كيلومترين من الحدود الخالية من حزب الله حيث تواصلت المحادثات في روما لقوة حفظ سلام دولية. واعتقل المسؤولون اللبنانيون 50 شخصا بتهمة التجسس لصالح إسرائيل.

### الخميس، 27 يوليو
نفذ الجيش الإسرائيلي أكثر من 120 غارة جوية في جنوب لبنان وسهل البقاع وبيروت. وقتل ما لا يقل عن 11 شخصا. أطلق حزب الله في لبنان أكثر من 100 صاروخ كاتيوشا[ ؟ ] على اهداف في شمال إسرائيل تهبط عبر الجليل[ ؟ ] ووادي حولا. أصيب ثلاثة عشر شخصاً بجراح طفيفة. وأشار المسؤولون الإسرائيليون إلى أنهم يعتزمون عدم توسيع العمليات البرية عن نطاقها الحالي على الرغم من ضغوط الجيش. غير أنه تم اتخاد قراراً لتكثيف الضربات الجوية. وبالإضافة إلى ذلك، تم تعبئة ثلاث شعب من جنود الاحتياط (000 15 جندي).

### الجمعة، 18 يوليو
أفاد مسؤولون لبنانيون أن إسرائيل قامت بأكثر من 130 غارة جوية (أسفرت عن مقتل 13) بينما قال متحدث باسم الشرطة الإسرائيلية إن حزب الله أطلق 97 صاروخا باتجاه شمال إسرائيل (نتج عنها إصابة 3). وأطلق حزب الله صاروخا جديدا أطلق عليه اسم خيبر -1 الذي وقع بالقرب من مدينة العفولة الإسرائيلية. ولدى الصاروخ رأس حربي يبلغ وزنه 100 كيلوغرام، وهو أقوى بكثير من صواريخ الكاتيوشا، وقد يكون هو نفسه صاروخ الفجر -5. وذكرالجيش الإسرائيلي أن 26 مسلحا لقوا مصرعهم في اشتباكات قرب بلدة مارون الراس بجنوب لبنان وبنت جبيل وإيتارون. كما تم قصف النبطية وصور بالإضافة إلى مناطق في سهل البقاع، وتم الإبلاغ عن 14 حالة وفاة لبنانية.
في إسرائيل، كان هناك خلاف بين الموساد الذي يقول إنحزب الله سوف يكون قادرا على مواصلة القتال على المستوى الحالي لفترة طويلة والاستخبارات العسكرية التي تعتقد أن حزب الله قد تضرر بشدة. كما شكك باحثون آخرون في الاعتماد الإسرائيلي على القوة الجوية.
قالت وكالة انباء مهر في إيران ان علي لاريجاني امين مجلس الأمن القومي الاعلى في دمشق كان متوجها إلى دمشق لعقد اجتماعات حول الازمة لكنه لم يعط أي تفاصيل أخرى. وعلاوة على ذلك، أكدت وكالة الأنباء الإيرانية أن وجود الأمين العام لحزب الله حسن نصر الله في دمشق. وعلى الرغم من أن حزب الله تلقى مساعدة إيرانية كبيرة في الماضي، إلا أن المسؤولين الإيرانيين نفوا مساعدة حزب الله في النزاع الحالي.

### السبت، 29 يوليو
أعلنت صحيفة إسرائيلية أن «الجيش الإسرائيلي يغادر منطقة بنت جبيل». خلال ساعات الصباح، بدأت معظم الوحدات التي شاركت في بنت جبيل بالانسحاب من المنطقة. وقد أظهرت معركة بنت جبيل صعوبة إسرائيل في دفع المقاتلين إلى العودة من الحدود، سواء بالقصف الجوي أو العدوان البري. استمرت القوات المسلحة في القتال. وقد أعلنت إسرائيل أنها تنجح في مهمتها وقتلت أكثر من 70 مسلحا في بنت جبيل. وورد في اليوم التالي أن هذا كان «انسحاباً» لالجيش الإسرائيلي وأن حزب الله لا يزال مسيطراً على بنت جبيل.
وقعت صواريخ من الجيش الإسرائيلي على منطقة السفير في منطقة الضاحية الجنوبية في بيروت وقصفت منطقة جرحو في جنوب لبنان. في شمال بيروت قصف الجيش الإسرائيلي جسر العاصي. كما نفذت عمليات القصف على جبل أبو راشد وبورقة وجبور[ ؟ ] والنهري في سهل البقاع. كما تعرضت قرية سهل الخيام في منطقة مرج العيون في جنوب لبنان لقصف مدفعي وقريتي الطيبة ومركبة. كما قصفت المنطقة المحيطة بمدينة صور والقرى النائية. وقال المتحدث باسم الجيش الإسرائيلي إن الجيش الإسرائيلي هاجم 51 هدفا الليلة الماضية وفي فجر السبت، مما أدى إلى تدمير 37 مبنى يستخدمها حزب الله.
نشر الجيش الإسرائيلي بطارية صواريخ باتريوت المعتادة شمالتل أبيب، ردا على إطلاق حزب الله صواريخ خيبر -1 على العفولة في 28 يوليو / تموز.

### الأحد، 30 يوليو
مقال تفصيلي: مجزرة قانا 2006
تحت غطاء الغارات المدفعية، دفعت القوات البرية التابعة لالجيش الإسرائيلي نحو قريتي طيبة[ ؟ ] وأديسا. وقال الجيش الإسرائيلي إن القرية تستخدم كموقع لإطلاق الصواريخ. أطلق النار على جندي من الجيش الإسرائيلي وأصيب بجروح بالقرب من أديسا. كما تم استرداد كمية من الأسلحة. قصفت طائرات الجيش الإسرائيلي أهدافا غير معلنة في الخيام وأدى تفجير قانا إلى وقوع عدد كبير من القتلى المدنيين.
أبلغ عن إطلاق نار من الجيش اللبناني النظامي في اليموني ضد مقاتلي الجيش الإسرائيلي الذين يحاولون الهبوط في المنطقة. تشتت اللبنانيون بعد الغارات الجوية من قبل الجيش الإسرائيلي.

### الإثنين، 31 يوليو
على الرغم من التعليق في النشاط الجوي الإسرائيلي ابتداء من منتصف ليل 30 يوليو / تموز، أصابت قاذفات الجيش الإسرائيلي المنطقة المحيطة بطيبة. وذكرت شبكة سى ان ان الاخبارية ان الجيش الاسرائيلى اوضح ان التفجير كان «لحماية القوات البرية العاملة في المنطقة الحدودية ولم تكن تستهدف اهدافا محددة». وأدى القصف إلى إلحاق أضرار بعدد غير محدد من مركبات الجيش اللبناني في المنطقة. اعتذر الجيش الإسرائيلي عن الأضرار.
في 31 يوليو / تموز 2006، قال حزب الله إن قواته أصابت جنودا إسرائيليين بالقرب من مدينة صور؛ ونفت إسرائيل أن أي من سفنها قد أصيب.
قتل أحد أفراد الجيش اللبناني، وجرح ثلاثة آخرون في هجوم بحري للجيش الإسرائيلي على القاعدة العسكرية اللبنانية شمال صور. كما أصيبت بلدات منطقة العويضة وكفر شوبا وكفر حمام بقصف مدفعي من الجيش الإسرائيلي. كما كانت منطقة صور - كيلا مسرحا للغارات الجوية التي شنتها قوات الدفاع الإسرائيلية، والاقتحامات البرية، والاشتباكت مع حزب الله التي أدت إلى إصابة ثلاثة من جنود دبابات الجيش الإسرائيلي بجراح. كانت هناك تقارير غير مؤكدة عن غارة قام بها الجيش الإسرائيلي في وقت متأخر من الليل على النطاق الغربي للجبال اللبنانية، واستهدفت أربع غارات تابعة للقوات المسلحة الإسرائيلية طريق فاريا حول الهرمل في سهل البقاع.

## 1-4 أغسطس

### الثلاثاء، 1 أغسطس
قال حزب الله ان مقاتليه تمكنوا من تدميرسفينة حربية اسرائيلية[ ؟ ] على ساحل صور، على الرغم من اختلاف الآراء في إسرائيل حول هذا الادعاء. وحدات البحرية الإسرائيلية قامت بقصف مدفعي للمنصوري، وشمعة، وطير حرفان. واستمرت العمليات حول الهرمل بشن هجوم على شاحنة صغيرة محملة بخزانات غاز الطهي، و 5 ضربات على طريق يربط شرق لبنان بالمناطق الغربية والساحل. كما تم الإبلاغ عن هجمات حول معبر المصنعة المؤدي لسوريا، الذي تعرض لسلسلة من الهجمات في الأيام الثلاثة الماضية. وقد تم إغلاق اثنين من المعابر الحدودية الأربعة المؤدية إلى سوريا الآن بسبب الأضرار - ووصفت صحيفة جيروزاليم بوست الطريق الرئيسي بين بيروت ودمشق بأنه «لا يمكن عبوره» بسبب الهجمات السابقة. وقال وزير الدفاع بيريتز إن الهجمات ستستمر على أهداف وصفها بأنها «قوافل تهريب الأسلحة عبر الحدود إلى لبنان». وأفيد أن منطقة بعلبك بالقرب من الحدود السورية والعديد من المناطق في منطقة البقاع تم قصفها بثلاث غارات جوية. وأفيد أن ست غارات جوية أصابت قرية صور. وأفادت قناة الجزيرة التلفزيونية أن الطائرات الإسرائيلية قصفت البياضة[ ؟ ] والمنصورة. وأفاد الجيش الإسرائيلي أن عشرين مقاتلا من حزب الله في قريتي الطيبة[ ؟ ] والأديسة قتلوا أثناء الاشتباكات في المناطق منذ 30 يوليو / تموز.
مقال تفصيلي: معركة عيتا الشعب
أفيد عن وقوع اشتباك بين مظليين من الجيش الإسرائيلي وحزب الله حول عيتا الشعب أسفر عن مقتل ثلاثة من قوات الدفاع الإسرائيلية بنيران مضادة للدبابات كما قال الجيش الإسرائيلي أن عشرين من حزب الله قد لقوا حتفهم في القتال. وأكد الجيش الإسرائيلي في وقت لاحق أن حزب الله قتل عشرة. وأصدر حزب الله بيانا قال فيه إن الجيش الإسرائيلي قتل ثلاثة من مقاتلي حزب الله أثناء القتال حول كفركلا والعديسة والطيبة بالقرب من بلدة مرجعيون اللبنانية. وقد قتل حزب الله منذ 13 تموز / يوليو الماضي ثمانية وثمانين قتيلا. في حين أفاد الجيش الإسرائيلي عن مقتل أربعة من حزب الله. تم اطلاق خمسة صواريخ وعدد من قذائف الهاون[ ؟ ] على الجليل الغربى بين رأس الناقورة ومعلوت يوم الثلاثاء مما اسفر عن اصابة خمسة جنود إسرائيليين.

### الأربعاء، 2 أغسطس
بين مساء 1 أغسطس / آب وأوائل 2 أغسطس / آب، أفادت التقارير بأن كوماندوز الجيش الإسرائيلي يشاركون في القتال حول مستشفى دار الحكمة في بعلبك، وهي منطقة وصفت بأنها «معقل حزب الله». وكان الهدف من الغارة هو الشيخ محمد يزبك عضو مجلس الشورى في حزب الله وممثل لبناني للزعيم الروحي الإيراني آية الله علي خامنئي. وكانت القوات المسلحة الإسرائيلية قد قصفت منزله في بعلبك خلال الشهر الماضي. ولم يتضح بعد ما إذا كان يزبك قد أسرته قوات الدفاع الإسرائيلية، ولكن أفيد بأنه لم يكن في المستشفى وقت الغارة. ونفى الجيش الإسرائيلي أن يزبك كان الهدف المقصود من الغارة على المستشفى، ولكن تم القبض على ثلاثة أسرى مجهولين تم وصفهم بـ«قادة حزب الله». وفي تصريح بثته قناة «المنار»، قال حزب الله «إن من أسروا هم مواطنون، ولن يمر وقت طويل قبل أن يكتشف العدو أنهم مواطنون عاديون». وقتل 11 مدنيا، 10 لبنانيين وسورياً.
قال حزب الله إنه هاجم وحدة مدرعة تابعة للجيش الإسرائيلي داخل لبنان، مما أدى إلى تدمير دبابتين، وترك طواقمهما قتلى أو جرحى أثناء محاولتهم التقدم باتجاه تلة روب الثلاثين في العديسة. ونفى الجيش الإسرائيلي التقرير.

### الخميس، 3 أغسطس
صرح مسؤولون امنيون لبنانيون أن صاروخا اسرائيليا اصاب منزل في الطيبة[ ؟ ] في الصباح الباكر مما ادى إلى مقتل اسرة مكونة من ثلاثة اشخاص. كانت طيبة مسرحا للقتال بين الجيش الإسرائيلي وحزب الله. وقال حزب الله إنه دمر دبابة تابعة لالجيش الإسرائيلي وجرافتين تاركين طواقمها إما قتلى أو جرحى. وقال الجيش الإسرائيلي إن دبابة واحدة أصيبت بأضرار دون وقوع إصابات.
أصاب 132 صاروخا إسرائيل بحلول الساعة 1300 بالتوقيت المحلي. حيث ضرب 100 صاروخا شمال إسرائيل في غضون دقائق. وبلغ عدد القتلى الإسرائيليين في النزاع 68 قتيلا بينما قتل 41 جنديا في المعارك و 27 مدنيا في هجمات صاروخية. وقال رئيس الوزراء اللبناني فؤاد السنيورة إن أكثر من 900 شخص لقوا مصرعهم وأصيب 3 آلاف شخص، لكنه لم يقل ما إذا كان الرقم الجديد، وهو ارتفاع العدد إلى 380 شخصا من بين 520 قتيلا قد شمل أيضا المفقودين الذين يفترض أنهم قتلى.
تعهد زعيم حزب الله حسن نصر الله بضربتل ابيب ردا على قصف إسرائيل للعاصمة اللبنانية بيروت. وقال نصر الله في خطاب تلفزيوني «إذا ضربتم بيروت، فإن المقاومة الإسلامية ستضرب تل أبيب، وهي قادرة على القيام بذلك بمشيئة الله».
قال المتحدث باسم حزب الله حسين رحال لقناة الجزيرة التلفزيونية «ان اعلان وقف اطلاق النار ليس مصدر قلق لشعب لبنان طالما ان هناك جنديا اسرائيليا على الأراضي اللبنانية - حتى ولو متراً واحداً (داخل لبنان).. لن نقبل أي (إسرائيلي) يقيم على الأراضي اللبنانية، ومن حق كل لبناني أن يقاتل حتى التحرير».
أعلن وزير الدفاع الإسرائيلي بيريتز انه اصدر تعليماته للجيش الإسرائيلي بالتحضير "لاستيلاء سريع على كامل منطقة جنوبنهر الليطاني والعمل في جميع المناطق التي تم فيها اطلاق الصواريخ". مع العلم أن توغل الليطاني سيمثل مسافة 18 ميلا (29 كم) إلى جنوب لبنان. وقال الجيش الإسرائيلي إن جنوده أخذوا مواقع في أو بالقرب من 11 بلدة وقرية في جنوب لبنان، وهي منطقة تصل من الساحل إلى «إصبع الجليل» شرقا. كانت تقديرات قوات الجيش الإسرائيلي في لبنان حوالي ستة ألوية تقريبا 10,000 جندي.
أطلقت قوات الجيش الإسرائيلي صاروخين على منزل في بعلبك. توفيت امرأة وأصيب ثلاثة أشخاص، وفقا لما ذكره مسؤولو الجيش الإسرائيلي.
دعوات وقف إطلاق النار طالبت إسرائيل أن توقف هجماتها الانتقامية ضد المدنيين اللبنانيين وأن يضع حزب الله أسلحته.

### الجمعة، 4 أغسطس
تشير التقديرات إلى أن العدد الإجمالي لقاذفات الصواريخ التي دمرت من قبل قوات الجيش الإسرائيلي في لبنان كان "عشرة"، وتقديرات الجيش الإسرائيلي حول قتلى حزب الله كانت "380". قتل 33 مزارعاً مدنياً وجرح 20 آخرون بعد غارة جوية إسرائيلية[ ؟ ] على مزرعة بالقرب من "القاع" في لبنان على مقربة من الحدود اللبنانية السورية فيسهل البقاع وقال مسؤول في المستشفى ورئيس البلدية إن جميع الضحايا كانوا من العمال السوريين، وقالت القوات ان معظم الضحايا كانوا من العاملين أو سائقى الشاحنات. وقالالجيش الإسرائيلي إنه استهدف مبنيين يحتويان على أسلحة. واتهمت الحكومة الإسرائيلية حزب الله باستخدام المدنيين كدروع. دمرت الطائرات الإسرائيلية أربعة جسور على الطريق الساحلي الرئيسي شمال بيروت، مما أدى إلى تعطيل الجهود الرامية إلى مساعدة المدنيين المشردين أو المحاصرين جراء النزاع. وبعد تفجير آخر الطرق البرية إلى بيروت، وقطع العاصمة اللبنانية بشكل فعال عن الإمدادات الغوثية، أصدرت إسرائيل بيانا قالت فيه إن الهجمات تهدف إلى إحباط المحاولات السورية لتسليح حزب الله "، مضيفةً أن" سوريا مصممة على مواصلة إعادة تسليح حزب الله وتزويده بأسلحة تستخدم لمهاجمة إسرائيل "، ووفقا لبيان صادر عن الجيش الإسرائيلي." فإن الجيش الإسرائيلي مصمم على وقف تدفق الأسلحة إلى حزب الله. وكانت الهجمات على الجسر الليلة الماضية، والتي تربط سوريا ولبنان، تحقيقا لهذه الغاية". وقال الجيش الإسرائيلي أن الصاروخين أو الثلاثة كانوا من ضمن أكثر من 200 صاروخ سقط في جميع أنحاء شمال إسرائيل، وجاء الهجوم الأكثر فتكا في طبرية، حيث قتل ثلاثة مدنيين، وقدر الجيش الإسرائيلي عدد القتلى الإسرائيليين بـ 74 شخصا، بينهم 30 مدنيا، وتفيد السلطات الإسرائيلية بأن أكثر من 600 شخص قد أصيبوا بجراح. وفي جميع أنحاء لبنان، توفي العشرات في الهجمات الإسرائيلية، حينما هاجمت صواريخ حزب الله الخضيرة[ ؟ ]، التي تقع في أقصى الجنوب، وكانت أبعد نقطة وصلت إليها هجمات حزب الله خلال النزاع، ولم يبلغ عن وقوع إصابات، كما تقع مدينة الخضيرة[ ؟ ] على بعد حوالي 25 كيلومترا شمال تل أبيب، اللتي هدد زعيم حزب الله حسن نصر الله في 3 أغسطس / آب بمهاجمتها رداً على الاعتداءات الإسرائيلية على بيروت، ونقلت وكالة الأنباء اللبنانية عن مسؤولين أمنيين لبنانيين قولهم إن الغارات الجوية الإسرائيلية دفنت 57 شخصا تحت الأنقاض بعد تسوية المنازل في قريتين بالقرب من الحدود الإسرائيلية، الطيبة، وعيتا الشعب. ولم تتوفر تفاصيل أخرى حينها.

### الأحد، 6 أغسطس
قتل 12 من جنود الاحتياط الإسرائيليين جراء انفجار صاروخ كاتيوشا[ ؟ ] في كفار جلعادي، وتعتبر الضربة المميتة الوحيدة التي تعرض لها الجنود الإسرائيليون خلال حرب لبنان 2006.

### الخميس، 10 أغسطس
بحلول ذلك الوقت، كانت تسعة من كتائبالجيش الإسرائيلي من القوات المنتظمة وقوات الاحتياط تعمل في جنوب لبنان، على بعد حوالي 12 كيلومترا إلى لبنان.
قتلت قواتالجيش الإسرائيلي ثلاثة من مقاتلي حزب الله في عيتا الشعب، وأربعة آخرين في قرية أخرى. كما دمرت الكوماندوز الإسرائيلية قاذفة صواريخ على شاطئ جنوب صور، ودمرت قاذفة صواريخ أخرى شمالي بنت جبيل.

## أحداث ما بعد وقف إطلاق النار
- في 14 أغسطس / آب 2006، بعد ساعات من بدء وقف إطلاق النار، أطلقت أربع قذائف هاون[ ؟ ] داخل جنوب لبنان. وقال متحدث عسكري إسرائيلي ان إسرائيل لن ترد على اطلاق النار. وفي ذلك اليوم، سجلت أربع حوادث أخرى عندما قتل أفراد مسلحون منحزب الله يقتربون من مواقع إسرائيلية.[137]
- في 15 أغسطس / آب 2006، أطلق الجنود الإسرائيليون النار عندما اقترب منهم أربعة مقاتلين من حزب الله، مما أسفر عن مقتل ثلاثة.[138] وفي اليوم نفسه، أطلق حزب الله نحو 10 صواريخ داخل جنوب لبنان. وأكدت إسرائيل مجددا أنها لن تستجيب لأن الصواريخ لم تعبر الحدود.[139]
- في 18 أغسطس / آب 2006 أفادت مصادر الشرطة اللبنانية أن الطائرات الحربية الإسرائيلية أطلقت أربعة صواريخ باتجاه أهداف في مدينة بعلبك بشرق لبنان. وتقر مصادر إسرائيلية بأن قواتها الجوية تقوم بطلعات جوية فوق الأراضي اللبنانية، لكنها نفت كسر وقف إطلاق النار. وعارض المسؤولون اللبنانيون فيما بعد مصادر الشرطة قائلين أن الطائرات الإسرائيلية لم تطلق صواريخ.[140] وذكرت وكالة انباء اسوشيتد برس ان حزب الله أطلق 10 صواريخ كاتيوشا[ ؟ ] على جنوب لبنان على الاقل. وذكر الجيش الإسرائيلي أنه بسبب عدم عبور أي منهم للحدود ولم تقع إصابات، فإنهم لم يردوا. وفي وقت سابق، أدت المناوشات بين القوات الإسرائيلية وحزب الله إلى مقتل ستة من المقاتلين.[141] وأفادت قوات الأمم المتحدة المؤقتة في لبنان أيضا أن الجيش الإسرائيلي أطلق قذيفة دبابة على قرية مركبا اللبنانية، ولكن لم يظهر أي رد من الجانب الآخر.[بحاجة لمصدر]
- في 19 أغسطس / آب 2006 شنت إسرائيل غارة على سهل البقاع الشرقي في لبنان، قائلة إنها تهدف إلى تعطيل إمدادات الأسلحة إلى حزب الله من سوريا وإيران.[142] وقال مسؤولون لبنانيون إن "الإسرائيليين يسعون على ما يبدو إلى استهداف حرب العصابات في إحدى المدارس".[143] تشير التقارير إلى أن أفراد الكوماندوز الإسرائيليين كانوا متنكرين في زي الجيش اللبناني (وعليه فهم يتنكرون كفريق غير مقاتل) وتحدثوا العربية في محاولة لتمرير أنفسهم بين العرب.[144][145][146] قتل جنديان إسرائيليان وأربعة من مقاتلي حزب الله. وأعرب الامين العام للامم المتحدة كوفي عنان عن "قلقه العميق" ازاء الغارة التي شنتها القوات الإسرائيلية على شرقى لبنان يوم السبت ووصفها بانها انتهاك لوقف اطلاق النار الذي تدعمه الامم المتحدة. كما يشير البيان إلى قوات اليونيفيل قائلة إن هناك أيضا العديد من الانتهاكات الجوية التي تقوم بها الطائرات العسكرية الإسرائيلية ".[147] وقالمارك ريجيف المتحدث باسم وزارة الخارجية الإسرائيلية لـ" أسوشييتد برس "أن" وقف إطلاق النار يستند إلى (قرار الأمم المتحدة) 1701 الذي يدعو إلى فرض حظر دولي على الأسلحة ضد حزب الله ". وكان ريجيف يشير إلى المادة 8 من القرار التي تدعو إلى إنهاء جميع عمليات نقل الأسلحة إلى حزب الله.
- في 27 أغسطس / آب 2006، قال كوفي أنان أمين عام الأمم المتحدة إن قوات الأمم المتحدة لن تعترض شحنات الأسلحة السورية إلى حزب الله ما لم تطلب الحكومة اللبنانية ذلك.[148]
- في 29 أغسطس / آب 2006، قال الأمين العام للأمم المتحدة كوفي أنان أن إسرائيل ارتكبت معظم انتهاكات الهدنة ووصفت استمرار الحصار الإسرائيلي بأنه «إهانة وتعدي على السيادة [اللبنانية]».[149] أكد رئيس الوزراء الإسرائيليإيهود أولمرت مجددا استعداد إسرائيل لرفع الحصار بعد التنفيذ الكامل لوقف لإطلاق النار بوساطة الأمم المتحدة.[150]
- في 7 سبتمبر / أيلول 2006 تم رفع الحصار الجوي.
- في 8 سبتمبر / أيلول 2006 تم رفع الحصار البحري.[151]
- في 21 سبتمبر / أيلول 2006 ألقى مؤيدو حزب الله الحجارة عبر السياج الحدودي على الدوريات الإسرائيلية في إسرائيل، الذي أعتبر جزءا من إعادة انتشار حزب الله.[152]
- في 22 سبتمبر / أيلول 2006 أفاد نصر الله في مسيرة انتصار بأن حزب الله كان يمتلك أكثر من 20 ألف صاروخ وأنه كان أقوى مما كان عليه قبل 12 يوليو / تموز. ووفقا لتقديرات مختلفة، كان لدى المنظمة أقل من 20,000 صاروخ من قبل وأطلقت حوالي 4000 صاروخ خلال النزاع.[153]
- في 1 أكتوبر / تشرين الأول 2006، أفاد الجيش الإسرائيلي بأنه قد أنهى انسحابه.[154] وكانت الامم المتحدة قد اعلنت ان إسرائيل سحبت معظم قواتها من لبنان والتي تفي بشرط رئيسي لوقف اطلاق النار بوساطة الامم المتحدة لوقف الحرب مع حزب الله ولكن بعض القوات الإسرائيلية كانت لا تزال في الغجر. وأكد الجيش الإسرائيلي أن قواته لا تزال تعمل بالقرب من الغجر، وهي قرية انقسمت إلى قسمين على الحدود.[155] بسبب الطبيعة المتقلبة للمكان، تقول إسرائيل أنها ستحافظ على وجودها في الغجر حتى يتم التوصل إلى اتفاق أمني مع الأمم المتحدة والجيش اللبناني.[156]
- في 3 أكتوبر / تشرين الأول 2006، شنت الطائرات الإسرائيلية غارات جوية وهمية على النبطية والخيام ومرجعيون فيجنوب لبنان، وبعد ذلك على إقليم التفاح ووادي البقاع الغربي.[157][158][159]

اقتحمت مقاتلة إسرائيلية النطاق الدفاعي (2 ميل بحري - 3.7 كم) للفرقاطة الفرنسية كوربيت دون أن ترد على النداءات اللاسلكية، مما تسبب في حادث دبلوماسي.
- في 22 أكتوبر / تشرين الأول، اعترفت إسرائيل باستخدامالفسفور الأبيض في لبنان.[161] وعلى الرغم من أن إسرائيل لا تزال تنكر استخدام الفوسفور على المدنيين، إلا أن الأطباء في جنوب لبنان يشتبهون في أن بعض الإصابات ناجمة عن التعرض لهذه المادة الكيميائية.[162]
- في 23 أکتوبر / تشرین الأول، أفادت الشرطة اللبنانیة «التحرکات الإسرائیلیة الأکثر تکثیفا» في لبنان بعد وقف إطلاق النار. طارت طائرتان منخفضتان فوق بيروت، في حين قامت أربع طائرات أخرى بغارة دوي اختراق حاجز الصوت في صور.[163][164] فرنسا، التي تقود قوات اليونيفيل، وصفت التحليقات المستمرة بأنها «خطرة للغاية».[165]
- في 24 أكتوبر / تشرين الأول، حلقت ست طائرات إسرائيلية من طراز F-16 فوق سفينة ألمانية تقوم بدوريات قبالة الساحل الإسرائيلي جنوب الحدود اللبنانية مباشرة. وقالت وزارة الدفاع[ ؟ ] الالمانية[ ؟ ] ان الطائرات اعطت الشراك الخداعية بالاشعة تحت الحمراء وان إحدى الطائرات اطلقت طلقتين في الهواء لم تكن موجهة بشكل محدد. وقال الجيش الاسرائيلى ان المروحية الألمانية اقلعت من السفينة دون تنسيقها مع إسرائيل، ونفت بشدة اطلاق اية طلقات على متن السفينة وقالت «حتى الآن» انها لا تعرف أيضا ان الطائرات تطلق مشاعل فوقها. وكان وزير الدفاع الإسرائيلي عمير بيريتز اتصل هاتفيا هاتفيا بنظيره الألماني فرانز جوزيف جونغ لتوضيح ان «إسرائيل لا تنوي القيام باي عمل عدواني» ضد قوات حفظ السلام الالمانية[ ؟ ] في لبنان التي تتواجد في اطار قوة الامم المتحدة المؤقتة في لبنان لفرض حظر على الاسلحة ضد حزب الله. وأكدت ألمانيا المشاورات، وأن الجانبين مهتمان بالحفاظ على تعاون جيد.[166][167][168]
- في 31 أكتوبر / تشرين الأول 2006، حلقت ثماني طائرات إسرائيلية من طراز F-15 في مناطق عديدة من لبنان، بما في ذلك بيروت.[169][170] كما حلقت طائرات القوات الجوية الباكستانية فوق موقع لقوات حفظ السلام الفرنسية في لبنان. ووفقا لوزيرة الدفاع الفرنسية ميشيل اليو-ماري، جاءت الطائرات في ما كان يفسر على أنه موقع هجوم، وكانت قوات حفظ السلام على بعد «ثواني» من إطلاق النار على الطائرات.[171]
- في 1 ديسمبر / كانون الأول 2006، قدم الأمين العام للأمم المتحدة كوفي عنان تقريرا إلى رئيس مجلس الأمن يؤكد أنه "لم تقع حوادث أو مواجهات خطيرة" منذ وقف إطلاق النار في أغسطس / آب 2006. إلا أنه لاحظ أن قوات حفظ السلام أبلغت عن انتهاكات إسرائيل "على أساس يومي تقريبا"، والتي كانت إسرائيل تعتبرها تدبيرا أمنيا يتعلق باستمرار شحنات الأسلحة السورية والإيرانية إلى حزب الله، ودليل على وجود أفراد مسلحين وأسلحة غير مصرح بها في لبنان. وفي إحدى الحالات، واجه أحد أعضاء حزب الله تحديا لفريق لإزالة الألغام تابع لليونيفيل في زي قتالي مسلح ببنادق منطراز أيه كيه-47. وأبلغت اليونيفيل الجيش اللبناني الذي اعتقل ثلاثة مشتبه بهم في اليوم التالي. وكانت هناك أيضا 13 حالة تعرضت فيها اليونيفيل لأسلحة غير مرخصة أو مواد ذات صلة في منطقة عملياتها "، بما في ذلك اكتشاف 17 صاروخ كاتيوشا[ ؟ ] وعدة أجهزة متفجرة مرتجلة في راشيا الفخار، واكتشاف مخبأ للأسلحة يحتوي على سبعة صواريخ ، و 3 قاذفات صواريخ، وكمية كبيرة من الذخيرة في منطقة بورهوز.[172] كما ذكر عنان أنه حتى 20 نوفمبر / تشرين الثاني 2006، تم تسجيل 822 موقعا للقنابل العنقودية،[173] مع 60,000 قنبلة عنقودية بعد أن تم تطهيرها من قبل مركز الأمم المتحدة لتنسيق الإجراءات المتعلقة بالألغام.[174]
- في 17 ینایر / کانون الثاني 2007، استقال رئیس الأركان الإسرائیلیة دان هالوتز. جاءت الاستقالة بعد فترة وجيزة من الإعلان عن العمل في تحقيق حكومي حول النزاع.[175]
- في 1 فبراير / شباط 2007، قال رئيس الوزراءإيهود أولمرت للجنة فينوغراد، التي شكلت للتحقيق في الحرب الإسرائيلية اللبنانية، أن الهجوم كان مخططا له قبل أربعة أشهر استنادا إلى قائمة أهداف سابقة وضعها رئيس الوزراء الأسبق أرييل شارون. واستنادا إلى اختطاف حزب الله سابقا لجنود الجيش الإسرائيلي في شمال إسرائيل، أمر أولمرت الجيش الإسرائيلي بوضع حد له.[176]
- في أبريل 2007، تعهد أولمرت بعدم الاستقالة على الرغم من النتائج التي توصل إليها التقرير الشامل الذي أشار إلى «فشله الشديد» في التعامل مع الحرب.[177]
- في 17 یونیو / حزیران 2007، أطلقت مجموعة مسلحة مجھولة صاروخين من لبنان إلی شمال إسرائیل، وھو عمل أدانته الأمم المتحدة کانتھاك خطیر لوقف إطلاق النار. ونفى حزب الله تورطه في الحادث، وأكدت إسرائيل أنها ستقيد نفسها عن الرد بالقوة. وتعهد السنيورة بأن «الدولة [...] لن تدخر جهدا في الكشف عن أولئك الذين يقفون وراء هذا الحادث».[178]
- في 6 سبتمبر / أيلول 2007، دخلت الطائرات الإسرائيلية المجال الجوي السوري، مدعية أنها تبحث عن شحنات أسلحة سورية إلى حزب الله. وقد ادانت إيران وكوريا الشمالية العمل الاسرائيلى، غير أن الحادث لم يثير سوى استجابة دولية ضئيلة.